# Aspartate carbamyltransférase
L'aspartate carbamyltransférase est une transférase qui catalyse la réaction :
carbamyl-phosphate + L-aspartate  {\displaystyle \rightleftharpoons }  phosphate + N-carbamyl-L-aspartate.
Cette enzyme intervient à la première étape de la biosynthèse des pyrimidines.
Chez Escherichia coli, l'aspartate carbamyltransférase est constituée de 12 sous-unités ayant une masse totale de 300 kDa : six sous-unités catalytiques C de 34 kDa et six sous-unités régulatrices R de 17 kDa. Ce complexe C6R6 est organisé en deux trimères catalytiques C3 et trois dimères régulateurs R2. L'agencement de ces sous-unités permet à cette enzyme de présenter une très forte régulation allostérique par rapport à ses substrats.
Cette enzyme, qui ne suit pas la cinétique de Michaelis-Menten, offre un exemple de régulation allostérique à l'étape initiale d'une voie métabolique. Elle bascule entre, d'une part, un état tendu T à faible affinité pour les substrats et faible activité enzymatique et, d'autre part, l'état relâché R à affinité et activité élevées. La liaison des substrats aux sous-unités catalytiques déplace l'équilibre vers l'état R, tandis que la liaison du CTP aux sous-unités régulatrices déplace l'équilibre vers l'état T. La liaison d'ATP aux sous-unités régulatrices déplace en revanche l'équilibre vers l'état R.